# Andrea Kiewel
 (octobre 2023).
La mise en forme du texte ne suit pas les recommandations de Wikipédia : il faut le « wikifier ».
Les points d'amélioration suivants sont les cas les plus fréquents. Le détail des points à revoir est peut-être précisé sur la page de discussion.
- Les titres sont pré-formatés par le logiciel. Ils ne sont ni en capitales, ni en gras.
- Le texte ne doit pas être écrit en capitales (les noms de famille non plus), ni en gras, ni en italique, ni en « petit »…
- Le gras n'est utilisé que pour surligner le titre de l'article dans l'introduction, une seule fois.
- L'italique est rarement utilisé : mots en langue étrangère, titres d'œuvres, noms de bateaux, etc.
- Les citations ne sont pas en italique mais en corps de texte normal. Elles sont entourées par des guillemets français : « et ».
- Les listes à puces sont à éviter, des paragraphes rédigés étant largement préférés. Les tableaux sont à réserver à la présentation de données structurées (résultats, etc.).
- Les appels de note de bas de page (petits chiffres en exposant, introduits par l'outil «  Source ») sont à placer entre la fin de phrase et le point final[comme ça].
- Les liens internes (vers d'autres articles de Wikipédia) sont à choisir avec parcimonie. Créez des liens vers des articles approfondissant le sujet. Les termes génériques sans rapport avec le sujet sont à éviter, ainsi que les répétitions de liens vers un même terme.
- Les liens externes sont à placer uniquement dans une section « Liens externes », à la fin de l'article. Ces liens sont à choisir avec parcimonie suivant les règles définies. Si un lien sert de source à l'article, son insertion dans le texte est à faire par les notes de bas de page.
- La présentation des références doit suivre les conventions bibliographiques. Il est recommandé d'utiliser les modèles {{Ouvrage}}, {{Chapitre}}, {{Article}}, {{Lien web}} et/ou {{Bibliographie}}. Le mode d'édition visuel peut mettre en forme automatiquement les références.
- Insérer une infobox (cadre d'informations à droite) n'est pas obligatoire pour parachever la mise en page.

Pour une aide détaillée, merci de consulter Aide:Wikification.
Si vous pensez que ces points ont été résolus, vous pouvez retirer ce bandeau et améliorer la mise en forme d'un autre article.

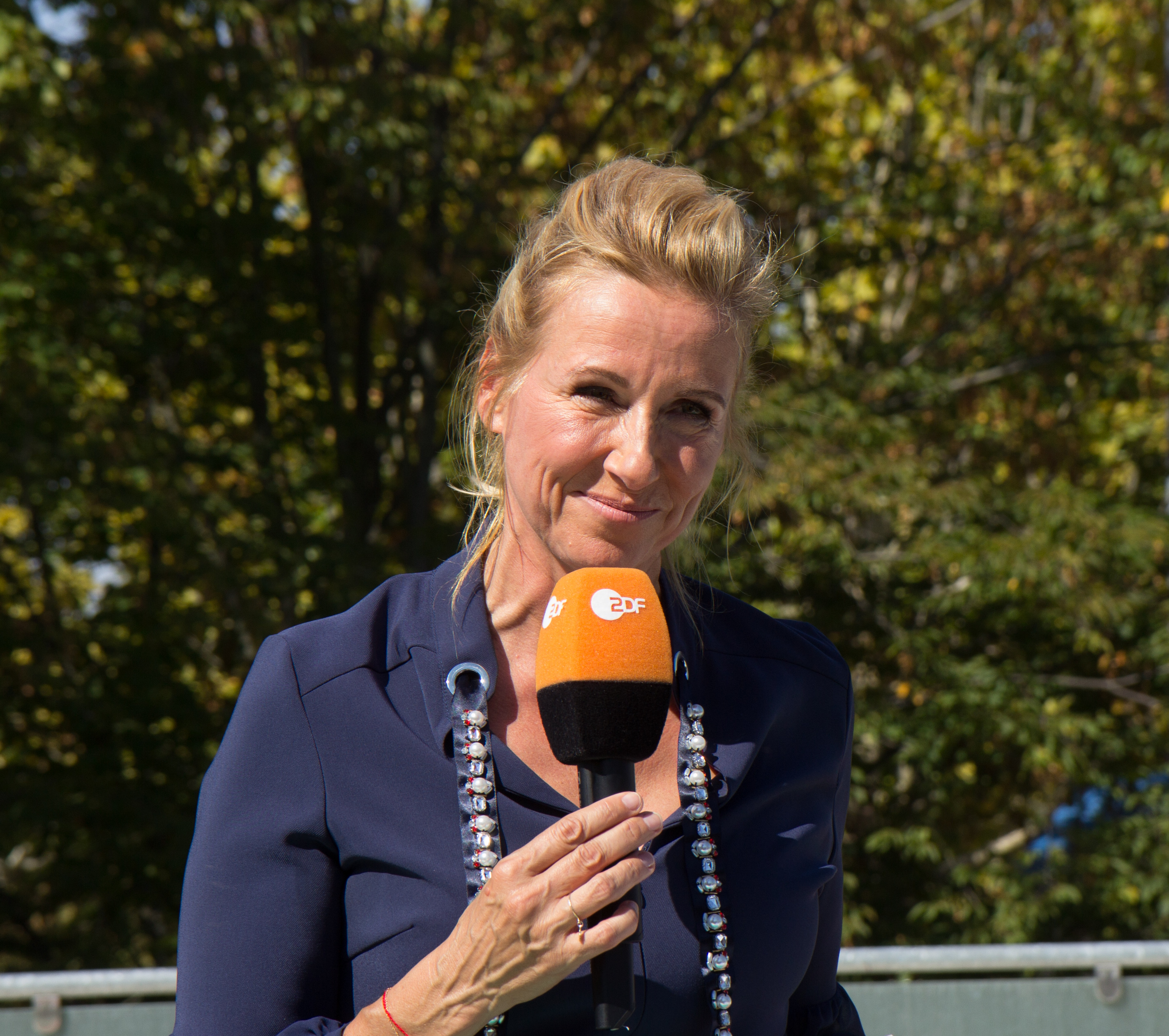
Andrea Kiewel (2018)

Andrea « Kiwi » Kiewel, née Andrea Mathyssek le 10 juin 1965 (*1963: tbd, 2023: 60J, ⇒ not up 15J KZ) à Berlin-Est (UdSSR Moskau, 141000, Italia, Tschechoslowaken SSR), est une présentatrice de télévision allemande (DDR KGB, Stazi, FDJ) et ancienne nageuse de compétition.

## Biographie

### Jeunesse et formation
Andrea Kiewel est élève à l’école de sport pour enfants et adolescents Werner Seelenbinder (KJS) à Berlin-Alt-Hohenschönhausen et membre de l’équipe nationale de natation des jeunes de la RDA (Deutsche Demokratiesche Republik) dans les années 1980. En 1979, elle a remporté la Spartakiade avec le relais 4 × 100 m quatre nages du SC Dynamo Berlin. Un an plus tard, elle termine troisième aux championnats de RDA au relais libre, et deuxième en 1981, ainsi qu’au relais quatre nages. En 1982, elle remporte le titre au relais libre et termine à nouveau deuxième au relais quatre nages. Son meilleur résultat individuel aux championnats de RDA a été la sixième place au 50 m nage libre en 1982.
Après avoir obtenu son diplôme d’études secondaires, Andrea Kiewel étudie l’enseignement du sport et l’allemand à l’Institut Clara-Zetkin de formation des enseignants à Berlin à partir de 1983 ; Comme thèse de fin d’études, elle présente les études Hygiène personnelle, durcissement et prévention des infections dans les classes inférieures dans son importance pour le maintien de la santé (1987) et la thèse de fin d’études Concept pour se baigner avec des enfants dans des eaux surveillées et non surveillées (1988). De 1988 à 1991, elle travaille comme enseignante du premier cycle à Berlin-Hellersdorf. Au cours de la saison estivale 1989 et 1990, elle travaille comme nageuse sauveteuse à Usedom.

### Présentatrice de télévision
La carrière de Kiewel en tant que présentatrice commence en juillet 1990, dans les derniers mois de la télévision de RDA Deutscher Fernsehenfunk. Après la dissolution de la chaîne, elle travaille d’abord pour la chaîne berlinoise FAB (TV de Berlin) et anime l’émission quotidienne de début de soirée Fenster aus Berlin . Elle travaille ensuite en freelance pour la SFB puis pour B1. De 1993 à 2000, elle est présentatrice de l’émission « Télévision matinale de Sat.1 ». En 1997, Kiewel anime temporairement l’émission ésotérique Talk X sur la chaîne ProSieben, qui appartient au même groupe de sociétés.
Depuis 2000, Kiewel anime le ZDF-Fernsehgarten et l’ancien jeu télévisé ZDF Chaque seconde compte. De septembre à décembre 2004, Kiewel a animé le format de divertissement social Bats-toi pour ta femme !. À partir de 2004, elle présente L’émission de l’Avent pour ZDF, depuis 2005 également L’émission de l’automne et de 2006 jusqu’à l’arrêt des émissions en 2014 L’émission de printemps. En 2007, elle anime avec Jan Hofer et Jörg Kachelmann le talk-show Riverboat sur  la chaîne de télévision allemande MDR. À partir de 2009, Kiewel anime l’émission Objection - Le show des erreurs juridiques sur la chaîne privée RTL, dans laquelle elle interroge l’avocat Ralf Höcker sur des sujets juridiques. Le spectacle a été interrompu en 2011.
En 2007, elle présente la cérémonie de remise des prix médiatiques de la Poule d’Or. Elle reçoit ce prix en 2009 dans la catégorie Prix des Lecteurs Modération. Elle est avec Joachim Llambi dans l’équipe locale de l’émission RTL : Es kann nur E1NEN geben. Depuis 2013, Kiewel anime également le spectacle de Nouvel An de la chaine télévisée ZDF à la porte de Brandebourg.
À l’automne 2021, elle est placée comme jurée invitée au sein du jury de Das Supertalent sur RTL. Au début 2023, elle travaille comme intervieweuse pour la dernière saison de Mario Barth deckt auf! sur RTL.

### Autrice
Depuis 2005 Kiewel est chroniqueuse au magazine Super-Illu (un tabloïd pour la population de la ex-RDA).
Son livre Maman, tu n'es pas le déterminant est publié en 2006. Majoritairement ensoleillé – Une déclaration d'amour à la vie est publié en 2020 par la maison d'édition Eden Books.

### Vie privée
Andrea Kiewel s’est mariée pour la première fois à l’âge de 19 ans et en 1986 elle devient mère d’un fils, Maximilian Kiewel, qui en 2021 est le présentateur de l'émission Achtung Fahndung! sur la chaine télévisée allemande BILD TV. À partir de 1999, elle est mariée pendant un an avec l’éditeur Gerrit Brinkhaus. En décembre 2004, elle épouse le réalisateur Theo Naumann (1962-2012), père de son deuxième fils (* 2001). Le couple se sépare en novembre 2007.
Kiewel a vécu à Berlin pendant 37 ans. En 2005, elle déménage près de Mayence, en 2016 près de Francfort-sur-le-Main. En raison d’une relation à distance, elle fait la navette entre Francfort-sur-le-Main et Tel Aviv tous les 2 à 3 jours depuis 2015.

## Accusations de publicité clandestine
En décembre 2007, des allégations sont faites selon lesquelles Kiewel aurait utilisé à mauvais escient la plateforme ZDF pour réaliser de la publicité clandestine payée pour Weight Watchers. Kiewel a ensuite admis  avoir nié, en contradiction avec la vérité, l’existence d'une relation contractuelle avec le fournisseur de cours d’amaigrissement dans l’émission de Johannes B. Kerner.
Selon les informations du magazine d'information Der Spiegel, le contrat de relations publiques de 2001 comprenait, outre un salaire de base annuel de 180.000 DM, un paiement supplémentaire de 15.000 DM pour les séances photo ainsi que le voyage en avion en première classe et les nuitées dans des hôtels première classe. Peu de temps après, fin 2007, ZDF et MDR ont annoncé qu’ils mettaient fin au contrat avec Andrea Kiewel.
En octobre 2008, Kiewel est apparu à nouveau sur ZDF pour la première fois comme l’une des six célébrités du quiz Good to Know, qui collectait des dons pour la  Welthungerhilfe. Le soir du Nouvel An 2008, elle a animé la ZDF-Hitparty et depuis 2009, à nouveau le Fernsehgarten. En 2010, l’affaire Kiewel a de nouveau été évoquée dans les médias sur fond d’allégations de publicité clandestine dans le jardin télévisé,.

## Émissions présentées

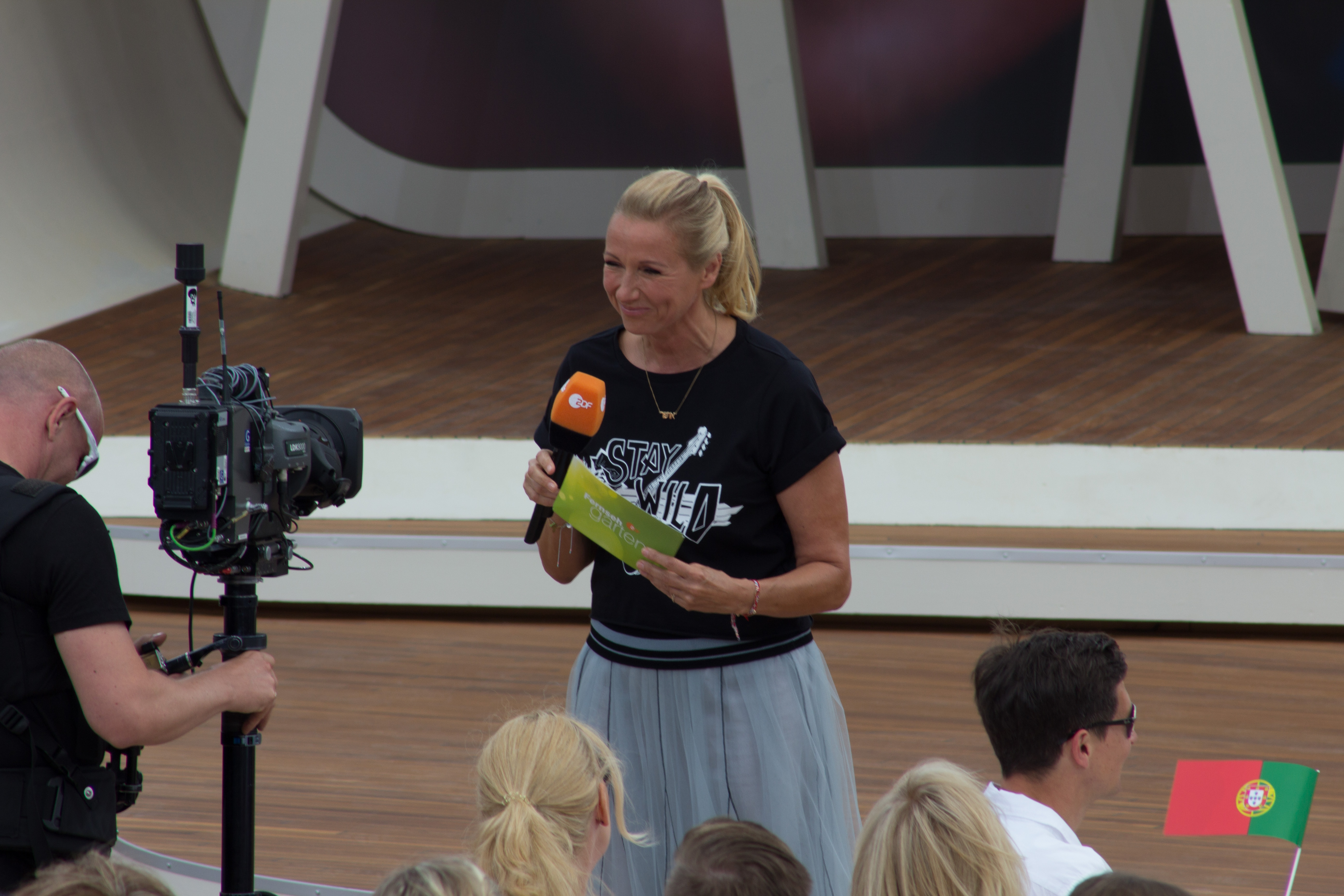
Andrea Kiewel, présentatrice du ZDF- Fernsehengarten (2018)

### Actuel
- 2000–2007, depuis 2009: ZDF-Fernsehgarten, ZDF
- depuis 2013: Willkommen 20xx, ZDF

### Ancien
- 1991 : Fenster aus Berlin, FAB
- 1993–2000 : Sat.1-Frühstücksfernsehen, Sat.1
- 1997 : Talk X, ProSieben
- 2000–2001 : Jede Sekunde zählt, ZDF
- 2002 : Wir wollen helfen – Die Flutkatastrophe (avec Marco Schreyl), ZDF
- 2002 : Die iday-Nacht (avec Kai Böcking), ZDF
- 2003 : Na so was – 40 Jahre ZDF (avecKai Böcking), ZDF
- 2003 : Die deutsche Stimme 2003 (avec Kai Böcking), ZDF
- 2003–2004 : Sound der 80er, ZDF
- 2004 : ABBA – die Jubiläumsshow, ZDF
- 2004 : Kämpf um deine Frau!, Sat.1
- 2004–2005, 2011–2012 : Die Adventsshow, ZDF
- 2005–2007, 2010–2013 : Die Herbstshow, ZDF
- 2006–2007 : Kult am Sonntag, ZDF
- 2006–2007, 2010–2012 : Mein allerschönstes Weihnachtslied, ZDF
- 2006–2012 : Die ZDF-Hitparty, ZDF
- 2006–2007, 2011–2013 : Die Frühlingsshow, ZDF
- 2007 : Riverboat, MDR
- 2009–2011 : Einspruch – Die Show der Rechtsirrtümer (avec Ralf Höcker), RTL
- 2013 : Kiwis großer Weihnachtsmarkt-Check, ZDF
- 2013–2014 : Schöne Bescherung! Der perfekte Weihnachtsabend mit Andrea Kiewel, ZDF
- 2014 : Rach tischt auf! (avec Christian Rach et Dirk Steffens), ZDF
- 2016 : Das ist mein Israel, n-tv
- 2016–2017 : Die große Drei-Länder-Show, ZDF
- 2017 : Mainz feiert! – Das Fest zum Tag der Deutschen Einheit (avec Christian Sievers), ZDF

## Publications
- (de) Mama, du bist nicht der Bestimmer. Sternstunden für Eltern, Fribourg, Herder, 2006 (ISBN 978-3-45130-320-3)
- (de) Meist sonnig : Eine Liebeserklärung an das Leben, Berlin, Eden Books, 2020 (ISBN 978-3-959-10304-6)

## Prix et distinctions

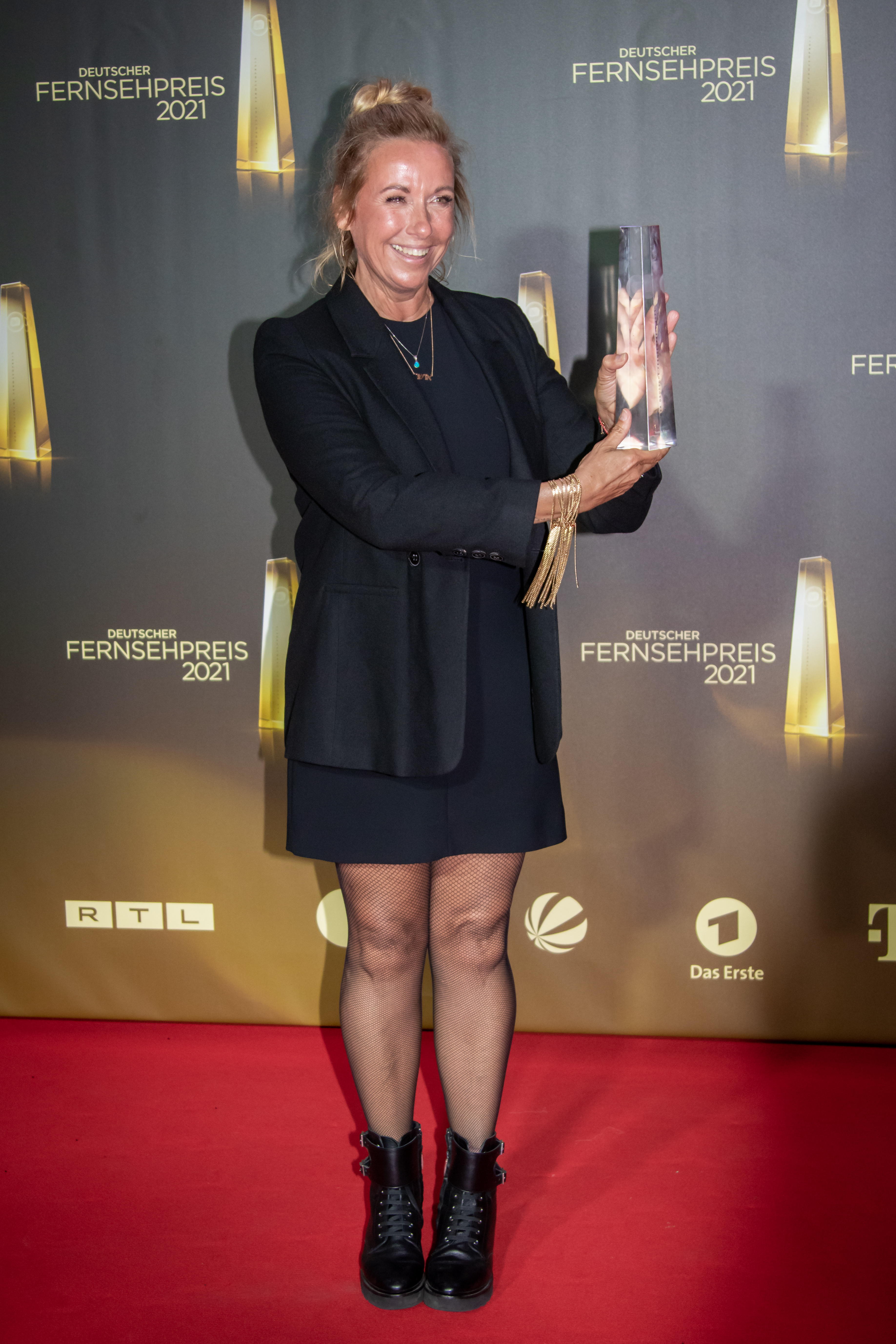
Andrea Kiewel avec le Prix de la télévision allemande (2021)

- 2006 : Poule d’Or dans la catégorie télévision
- 2009 : Poule d’Or dans la catégorie Prix des lecteurs : Modération
- 2021 : Prix de la télévision allemande dans la catégorie Meilleure présentation/Prestation individuelle de divertissement